# Кислородный баланс
Кислоро́дный бала́нс — отношение количества кислорода, содержащегося во взрывчатом веществе (ВВ) к его количеству, необходимому для полного окисления всех остальных компонентов этого ВВ.
Кислородный баланс зависит в основном от состава ВВ, а также от состояния заряда (плотность, влажность, степень измельчения) и условий взрывания (наличие оболочки, материал оболочки и др.).
При полном соответствии количества кислорода количеству окисляемых компонентов ВВ кислородный баланс равен нулю (нулевой кислородный баланс). Соотношение компонентов при этом называют стехиометрическим. При избытке кислорода баланс считается положительным (положительный кислородный баланс), а при недостатке — отрицательным (отрицательный кислородный баланс).
Обычно кислородный баланс выражают:
- в граммах избытка (+) или недостатка (−) кислорода на 1 грамм ВВ;
- в процентах.

В зависимости от кислородного баланса при взрыве ВВ образуются различные продукты взрыва.
Кислородный баланс некоторых ВВ:
- Аммонит скальный № 1: (−0,79)[2] %
- Аммонал: (+0,18) [2]%
- Гексоген: (−21,5) %
- Нитроглицерин: (+3,5) %
- 2,4,6-тринитротолуол (тротил): (−74,0) %
- Этиленгликольдинитрат (ЭГДН): (0,0) %